# Владимир Югович
Владимир Югович (серб. Vladimir Jugović / Владимир Југовић, нар. 30 серпня 1969, Милутовац) — колишній югославський та сербський футболіст, що грав на позиції півзахисника.
Югович виступав протягом своєї кар'єри у багатьох провідних європейських команд, вигравши по два рази Лігу чемпіонів та Міжконтинентальний кубок (з «Црвеною Звездою» і «Ювентусом»). Він розглядається одним з найкращих сербських гравців, і одним з найкращих півзахисників свого покоління. Також він представляв збірну Югославії на чемпіонаті світу 1998 року то чемпіонаті Європи 2000 років.

## Клубна кар'єра
Народився 30 серпня 1969 року в селі Милутовац в Югославії (нині — Сербія). Вихованець футбольної школи клубу «Црвена Звезда».
Не закріпившись в основі армійської команди, на початку 1990 року Югович був відданий в оренду в белградський «Рад», взявши участь у 16 матчах чемпіонату до кінця сезону.
Протягом 1990–1992 років захищав кольори команди клубу «Црвена Звезда». За цей час двічі виборов титул чемпіона Югославії, а також став  володарем Кубка європейських чемпіонів. У 1991 році він став найкращим гравцем Міжконтинентального кубка. Два голи Юговича у ворота чилійського «Коло Коло» (3:0) визначили переможця цього матчу.
Своєю грою за останню команду привернув увагу представників тренерського штабу клубу «Сампдорія», до складу якого приєднався 1992 року на запрошення співвітчизника Вуядина Бошкова, який тренував генуезький клуб. Відіграв за цю команду Владимир наступні три сезони своєї ігрової кар'єри. Більшість часу, проведеного у складі «Сампдорії», був основним гравцем команди і допоміг «Сампдорії» здобути титул володаря Кубка Італії.
Влітку 1995 року став гравцем туринського «Ювентуса», з яким вдруге у своїй кар'єрі став переможцем Ліги чемпіонів 1995/96. У фіналі Югович забив переможний пенальті в післяматчевій серії у ворота Едвіна ван дер Сара з «Аякса». Ця перемога дозволила «старій синьйорі» взяти участь у Суперкубку УЄФА та Міжконтинентальному кубку. В обох турнірах Владимир взяв участь, а італійська команда здобувала трофей. Крім того у сезоні 1996/97 Югович з «Ювентусом» став чемпіоном Італії.
Влітку того ж року югослав перебрався до «Лаціо», де провів один сезон, здобувши другий у своїй кар'єрі Кубок Італії, а також став фіналістом Кубка УЄФА.
У сезоні 1998/99 виступав за мадридський «Атлетіко», після чого повернувся до Італії і два роки грав за «Інтернаціонале». 
З 2001 року грав за французьке «Монако», але в першому сезоні на поле виходив, а в другому взагалі втратив місце в команді і змушений був грати за дубль. Через це 2003 року перебрався у австрійський клуб «Адміра-Ваккер», де провів наступний сезон.
Завершив професійну ігрову кар'єру у клубі «Рот Вайс» (Ален) з Другої німецької Бундесліги, за команду якого виступав протягом сезону 2004/05 років.

## Виступи за збірну
8 серпня 1991 року дебютував в офіційних матчах у складі національної збірної СФР Югославії в товариській грі проти збірної Чехословаччини (0:0), відігравши весь матч. В своєму другому матчі за збірну Югович забив гол у ворота збірної Фарерських островів (2:0) відбору на чемпіонат Європи 1992 року і допоміг збірній кваліфікувалась на турнір. Однак невдовзі після початку громадянської війни в Югославії в рамках прийнятих проти неї міжнародних санкцій їй було відмовлено в участі в чемпіонаті Європи. 25 березня 1992 року зіграв в історичному останньому матчі об'єднаної Югославії. Суперником балканців у товариському матчі була збірна Нідерландів (0:2). Всього ж Югович провів 4 матчі за збірну СФРЮ і забив 1 гол.
23 грудня 1994 року Югович взяв участь у історичному першому матчі новоствореної збірної Союзної Республіки Югославія проти Бразилії (0:2) . В подальшому у складі збірної був учасником чемпіонату світу 1998 року у Франції та чемпіонату Європи 2000 року у Бельгії та Нідерландах. В обох турнірах югослави виходили з групи, але в першому ж матчі плей-оф вилітали від Нідерландів (1:2 і 1:6 відповідно)
Протягом кар'єри у національних збірних провів 41 матч, забивши 3 голи.

## Статистика
| Чемпіонат | Чемпіонат         | Чемпіонат        | Ліга | Ліга |
| Сезон     | Клуб              | Ліга             | Ігри | Голи |
| Югославія | Югославія         | Югославія        | Ліга | Ліга |
| --------- | ----------------- | ---------------- | ---- | ---- |
| 1989/90   | «Црвена Звезда»   | Перша ліга       | 1    | 0    |
| 1989/90   | «Рад»             | Перша ліга       | 16   | 7    |
| 1990/91   | «Црвена Звезда»   | Перша ліга       | 32   | 7    |
| 1991/92   | «Црвена Звезда»   | Перша ліга       | 28   | 3    |
| Італія    | Італія            | Італія           | Ліга | Ліга |
| 1992/93   | «Сампдорія»       | Серія А          | 33   | 9    |
| 1993/94   | «Сампдорія»       | Серія А          | 27   | 6    |
| 1994/95   | «Сампдорія»       | Серія А          | 21   | 3    |
| 1995/96   | «Ювентус»         | Серія А          | 26   | 2    |
| 1996/97   | «Ювентус»         | Серія А          | 30   | 6    |
| 1997/98   | «Лаціо»           | Серія А          | 27   | 2    |
| Іспанія   | Іспанія           | Іспанія          | Ліга | Ліга |
| 1998/99   | «Атлетіко»        | Ла Ліга          | 17   | 3    |
| Італія    | Італія            | Італія           | Ліга | Ліга |
| 1999/00   | «Інтернаціонале»  | Серія А          | 17   | 2    |
| 2000/01   | «Інтернаціонале»  | Серія А          | 21   | 1    |
| Франція   | Франція           | Франція          | Ліга | Ліга |
| 2001/02   | «Монако»          | Дивізіон 1       | 19   | 0    |
| 2002/03   | «Монако»          | Ліга 1           | 0    | 0    |
| Австрія   | Австрія           | Австрія          | Ліга | Ліга |
| 2003/04   | «Адміра-Ваккер»   | Бундесліга       | 25   | 3    |
| Німеччина | Німеччина         | Німеччина        | Ліга | Ліга |
| 2004/05   | «Рот Вайс» (Ален) | Друга Бундесліга | 19   | 2    |
| Країна    | Югославія         | Югославія        | 77   | 17   |
| Країна    | Італія            | Італія           | 202  | 31   |
| Країна    | Іспанія           | Іспанія          | 17   | 3    |
| Країна    | Франція           | Франція          | 19   | 0    |
| Країна    | Австрія           | Австрія          | 25   | 3    |
| Країна    | Німеччина         | Німеччина        | 19   | 2    |
| Всього    | Всього            | Всього           | 359  | 56   |

| Збірна Югославії | Збірна Югославії | Збірна Югославії |
| Роки             | Ігри             | Голи             |
| ---------------- | ---------------- | ---------------- |
| 1991             | 3                | 1                |
| 1992             | 1                | 0                |
| Всього           | 4                | 1                |

| Збірна Сербії і Чорногорії | Збірна Сербії і Чорногорії | Збірна Сербії і Чорногорії |
| Роки                       | Ігри                       | Голи                       |
| -------------------------- | -------------------------- | -------------------------- |
| 1994                       | 2                          | 0                          |
| 1995                       | 0                          | 0                          |
| 1996                       | 7                          | 1                          |
| 1997                       | 7                          | 1                          |
| 1998                       | 11                         | 0                          |
| 1999                       | 0                          | 0                          |
| 2000                       | 8                          | 0                          |
| 2001                       | 1                          | 0                          |
| 2002                       | 1                          | 0                          |
| Всього                     | 37                         | 2                          |

## Титули і досягнення
| - Володар Ліги чемпіонів УЄФА (2): «Црвена Звезда»: 1990-91 «Ювентус»: 1995-96 - Володар Суперкубка УЄФА (1): «Ювентус»: 1996 - Володар Міжконтинентального кубка (2): «Црвена Звезда»: 1991 «Ювентус»: 1996 | - Чемпіон Югославії (2): «Црвена Звезда»: 1990-91, 1991-92 - Чемпіон Італії (1): «Ювентус»: 1996-97 - Володар Кубка Італії (2): «Сампдорія»: 1993-94 «Лаціо»: 1997-98 - Володар Суперкубка Італії з футболу (1): «Ювентус»: 1995 |